# Artur Santos
Artur Santos (Paço de Arcos, Portugal; 27 de marzo de 1931 – 13 de junio de 2025) fue un jugador y entrenador portugués de fútbol que jugó en la posición de defensa.

## Carrera

### Club
Jugó toda su carrera con el SL Benfica de 1950 a 1961, equipo con el que jugó 284 partidos, fue cuatro veces campeón nacional, ganó cinco copas nacionales y la Copa de Campeones de Europa 1960-61.

### Selección nacional
Jugó para Portugal en dos ocasiones en 1956 y 1959 y no anotó gol.

### Entrenador
| Periodo   | Club                 |
| --------- | -------------------- |
| 1972–1973 | SC Olhanense         |
| 1973–1974 | União de Tomar       |
| 1976–1977 | Atlético CP          |
| 1979–1980 | LFC Lourosa          |
| 1980–1981 | GC Alcobaça          |
| 1981–1982 | Juventude SC         |
| 1982–1983 | SC Farense           |
| 1984      | GD Sagrada Esperança |
| 1989      | GD Sagrada Esperança |

## Logros
- Primeira Liga (4): 1954–55, 1956–57, 1959–60, 1960–61
- Taça de Portugal (5): 1950–51, 1951–52, 1952–53, 1954–55, 1958–59
- European Cup (1): 1960–61